# Araçuaí
Araçuaí es un municipio brasileño del estado de Minas Gerais.

## Historia
Fue fundado el 21 de septiembre de 1871. Las tierras del actual municipio de Araçuaí, durante el siglo XVIII, estuvieron ligadas a la antigua Comarca del Serro Frio y después al municipio de Minas Nuevas. 
La historia de Araçuaí tuvo inicio en 1817, cuando Luciana Teixeira decidió iniciar un loteo en las márgenes del Río Araçuaí, el festival se llamó "Calhau" debido a gran cantidad de piedras redondas existentes. Con el tiempo el lugar fue ganando importancia y fue elevado a la categoría de sede de Distrito por la Ley Provincial de 13 de julio de 1857. La instalación sobre la denominación de Villa de Arassuay se dio en 1º de julio de 1871, para que finalmente el 21 de septiembre de 1871 sea elevada a la categoría de ciudad, por fuerza de la ley n.º 1870, con el nombre de Araçuaí. Tal nombre es de origen indígena, y quiere decir "Río de las Araras Grandes".
Hasta 1891 Araçuaí fue la capital de todo el Nordeste de Minas y por el municipio pasaba la vía del ferrocarril Bahia & Minas (hoy desactivada) que llegó a Araçuaí en 1942.
Es de destacar el trabajo silencioso y constante de la diócesis de Araçuaí, teniendo al frente al obispo Don Severino Clasen y el obispo emérito Don Enzo Rinaldine, que nunca midieron esfuerzos en favor de los pobres y de los jóvenes de la ciudad. Manteniendo a duras penas una escuela técnica sin la menor ayuda del poder público.

## Geografía
Su población estimada en 2004 era de 36.681 habitantes.

### Hidrografía
Cuenca del río Jequitinhonha.
Principal río: río Araçuaí

### Carreteras
- BR-367
- BR-342

### Clima
Su clima va del semiárido al húmedo, con total pluviométrico anual comprendidos entre 600mm y 1600mm, distribuidos irregularmente al largo del año. Las lluvias se concentran en el período de octubre a marzo, siendo el trimestre diciembre/febrero responsable por más de 50% de la lluvia total.
Con poca variación, la temperatura media anual está alrededor de 21 °C a 35 °C. El mes más caliente es febrero y el más frío junio. A humedad relativa del aire varía de 60% y 80%. La temperatura máxima histórica registrada en Araçuaí fue de 44.8 °C, ocurrida el 19 de noviembre de 2023.

## Educación
- Instituto Federal de Educación, Ciencia y Tecnología del Norte de Minas Gerais[do jequitinhonha.jpg]